# Александър Богданов (философ)
Вижте пояснителната страница за други личности с името Богданов.
Алекса́ндър Алекса́ндрович Богда́нов (истинската му фамилия – Малино́вский, други псевдоними – Ве́рнер, Макси́мов, Рядово́й) e руски революционер и учен - енциклопедист: лекар, икономист, философ и писател. Членува в РСДРП между 1896 – 1909, болшевик от 1905, член на ЦК. През 1911 се оттегля от политиката, съсредоточава се върху научните си изследвания. От 1918 е сред идеолозите на т.нар. „Пролеткулт“ (на руски Пролеткульт – съкращение от Пролетарская культура - пролетарска култура), масова културно-просветна и литературно-художествена организация за пролетарска самодейност под шапката на Народния комисариат на просветата (Наркомат просвещения), съществувала от 1917 до 1932 година. Предлага идея за създаване на нова наука – тектология, предвижда някои от принципите на кибернетиката. От 1926 година е организатор и директор на първия в света институт за кръвопреливане. Загива при провеждане на опити върху самия себе си.

## Биография
Роден е в семейство на народен учител, второ от шестте деца.
Завършва със златен медал Тулската класическа гимназия през 1892 година, започва да следва във физико-математическия факултет на Московския университет. През декември 1894 за участие в народоволческа организация бива изключен от университета, арестуван и интерниран в Тула, където е привлечен в работническите социалдемократически клубове. Пише „Кратък курс на икономическата наука“ за нуждите на работническата просвета в тези клубове (1897), курсът е оценен от В. И. Ленин като забележително явление в икономическата литература. По-късно Ленин вече не е толкова благосклонен към идеите на Богданов.
През 1895 – 1899 учи медицина в Харковския университет. От 1899 е дипломиран лекар, пише първия си философски труд „Основните елементи на историческия поглед към природата“. През същата година е арестуван и след шестмесечен престой в московски затвор е интерниран в Калуга, където оглавява кръжок на политически интернирани. От Калуга е интерниран отново, във Вологда за три години, там работи като лекар в психиатрична болница. След изтичането срока на интерниране, през пролетта на 1904, Богданов заминава за Швейцария.
Връща се в Русия, след като през 1913 година е обявена амнистия по случай 300-годишнината на династия Романови. През Първата световна война е мобилизиран като медик във фронтовите части; видяната на място война потвърждава изстраданото му убеждение, че една пролетарска революция и неизбежно следваща гражданска война при невиждани преди средства за унищожение на XX век, ще коства колосални жертви. Богданов стига до извода, че пролетариатът преди всичко следва да се стреми не толкова към политическо господство, колкото към „културно узряване“, по думите на Лев Колодни.

### Обществена и политическа дейност
- От 1896 – в социалдемократическото движение
- 1905 – 1907 – член на ЦК на РСДРП
- юни 1909 – изключен от РСДРП (болшевики) заради оглавена от него група радикални болшевики които са против участието в легалната политическа дейност като депутати в царската Дума.
- В 1909 – 1911 оглавява групата „Напред“ (продължила становището на отказ от легална партийна дейност и курс към пролетарска революция, чиято подготовка е основно културно-просветна като основа за класово осъзнаване на работническата класа), която напуска през 1911 г.[3]
- 1918 – 1921 – професор по политикономика в обновения Московски университет.
- 1918 – 1922 – член на Президиума на Комунистическата академия
- 1926 – 1928 – директор на Държавния научен институт по кръвопреливане

### Смъртта на Богданов
Богданов е сред пропагандистите на модната през 1920-те теория за подмладяване чрез кръвопреливане. Той предполагал, че „младата кръв“ мобилизира остарелия човешки организъм, при това без вреда за младия донор, чийто организъм „поправял“ дефектите на кръвта от стар човек. Това свое становище Богданов обосновава в труда си „Очерки организационной науки“.
Теорията на Богданов за обменно кръвопреливане допада на редица партийни лидери, така например по нареждане на Сталин е създаден Институт на кръвта, чийто директор става самият Богданов.
Поредният единадесети експеримент по двустранно кръвопреливане завършва трагично: Богданов умира, а младият донор-реципиент, студент от Института, оцелява. Тялото на Богданов е кремирано, а мозъкът му е съхранен за научни опити.

### Семейство
- Първа съпруга – Наталия Богдановна Малиновская (по баща Корсак; 1865 – 1945). Лекарка, акуширала съпругата на Лев Толстой.
- Втора съпруга – А. И. Смирнова. Майка на сина на Богданов, Александър.

Братя и сестри:
- Николай Александрович (1868 – ?) – студент медик в Саратов
- Сергей Александрович (1876 – ?)
- Мария Александровна Зандер (1882 – ?) – лекар; живяла в Харков
- Анна Александровна Луначарская (1884 – 1959) – писателка[5] и преводачка; първа съпруга на А. В. Луначарски;
- Олга Александровна (1885 – 1943) – живяла в Оренбург, учителка.

## Философия
Лев Троцки отбелязвал, че първите публикации на Богданов по философските въпроси му се сторили ценни, докато Ленин се осланял на мнението на Плеханов, че Богданов се отклонява от принципите на материализма.
В книгата си „Философията на живия опит. Популярен очерк“ (М., 1920, с. 7) Богданов пише, че каквото е било научно за едно време, то става ненаучно в друга епоха.
Като философ Богданов в края на живота си стига до отричане на традиционното разбиране на философията, като започва да обосновава „дейна философия“, основана на разбирането на истината като организираща форма на колективния опит, превръщането на диалектиката в „организационен процес“ на творческа промяна на битието.

### Тектология
В тритомния си труд „Тектология“, издаден през 1910—1920-те, Богданов обяснява процесите на развитие в природата и обществото на база на принципа на равновесието, заимстван от естествознанието. Така развиващите се обекти в природата и обществото представляват цялостни формации или многоелементни системи, което се приближава до формулировките на появилата се по-късно кибернетика.
Всяко равновесно състояние на системите Богданов разглежда като динамично, подвижно равновесие.

Равновесието по Богданов е баланс на противоположни тенденции – от една страна повишаване устойчивостта заради силите на интеграция, от друга – поява на системни противоречия, които водят до кризи и понижаване на устойчивостта на системата: 
| „     | Рано или късно системните противоречия се засилват дотолкова, че превишават организиращите връзки в системата; тогава настъпва криза, която причинява или преобразуване на системата, или провокира нейното разпадане. | “ |
| [ 9 ] | |   |

По-стройно, хармонично съчетание на елементите в една система съдържа по-малко „противоречия“, което и означава повече организираност.
В тектологията на Богданова „за първи път са формулирани основните положения на системния подход и теорията на самоорганизиращи се системи. Тя продължава да актуална като предтеча на днешната Концепция за устойчиво развитие, но също така е важен източник за нататъшно ѝ задълбочаване и усъвършенстване.

## Институтът „Богданов“
През 1999 година в Екатеринбург е основан Международен институт „А. Богданов“ (МИБ) „с цел обединение, координация и развитие на фундаментални и приложни изследвания на руски и чуждестранни учени, които творчески прилагат идеите от научното наследство на великия руски мислител“.

## Основни трудове
- Богданов А. А. Основные элементы исторического взгляда на природу. СПб., 1898.
- Богданов А. А. Познание с исторической точки зрения. СПб., 1901.
- Рядовой Либеральные программы = Liberale Programmen. Женева: Издателство за социалдемократическа партийна литература на В. Бонч-Бруевич и Н. Ленин, 1904. 23 с.
- Богданов А. А. Из психологии общества. Статьи 1901 – 1904 годов. СПб., 1904.
- Богданов А. А. Новый мир. СПб., 1905.
- Богданов А. А. Эмпириомонизм. Статьи по философии. Кн. I—III. М., 1905 – 1906.
- Богданов А. А. Краткий курс экономической науки. 7-е изд. М., 1906.
- Богданов А. А., Степанов И. Курс политической экономии. Т. 1 – 2. М., 1910 – 1919.
- Богданов А. А. Падение великого фетишизма. М., 1910.
- Богданов А. А. Культурные задачи нашего времени. М., 1911.
- Богданов А. А. Философия живого опыта. Популярные очерки. Материализм, эмпириокритицизм, диалектический материализм, эмпириомонизм, наука будущего. СПб., 1912
- Богданов А. А. Введение в политическую экономию, 1914.
- Богданов А. А. Искусство и рабочий класс, 1918.
- Богданов А. А. Тектология – Всеобщая организационная наука. Берлин – Санкт-Петербург, 1922. (Преиздадено: „Экономика“, 1989, М., кн. 2)
- Богданов А. А. О пролетарской культуре. 1904 – 1924. М.-Л., 1924. 344 с.
- Богданов А. А. Вопросы социализма: Работы разных лет. 2-е изд. М.: „Политиздат“, 1990.
- Богданов А. А. Очерки организационной науки
- „Десятилетие отлучения от марксизма. Юбилейный сборник (1904 – 1914 гг.)“ (непубликуван ръкопис)

### Художествени произведения
- Богданов А. А. Красная звезда. СПб., 1908, 1919.
- Богданов А. А. Инженер Мэнни. М., 1912.[11]